# Barbara Sansoni
Barbara Sansoni (singhalesisch බාබරා සන්සෝනි; * 22. April 1928 in Kandy; † 23. April 2022 in Colombo) war eine  sri-lankische Designerin und Unternehmerin, die durch ihre Arbeit im Textildesign und ihr Engagement für die Förderung von Frauen in der Handwerkskunst bekannt wurde. Sie gründete das Unternehmen Barefoot, das handgewebte Stoffe herstellte und zu einem Treffpunkt für Kunstschaffende wurde. Neben ihrer Tätigkeit als Textildesignerin erfasste sie zeichnerisch traditionelle Architektur und trug damit zur Weiterentwicklung des sogenannten Bawa-Stils bei. Ihr Lebenswerk wurde mit zahlreichen Auszeichnungen anerkannt. Sie gilt als eine der einflussreichsten Künstlerinnen Sri Lankas.

## Leben
Barbara Sansoni wurde als erste von zwei Töchtern von Bertha Daniel und des stellvertretenden Regierungsbeamten R. Y. Daniel geboren. Durch die beruflichen Stationen ihres Vaters bedingt wuchs Sansoni in verschiedenen Regionen Sri Lankas auf, so in Batticaloa, Mannar, Matara, Kurunegala sowie in Kandy. Sansoni besuchte seit dem 6. Lebensjahr ein Internat im südindischen Kodaikanal.

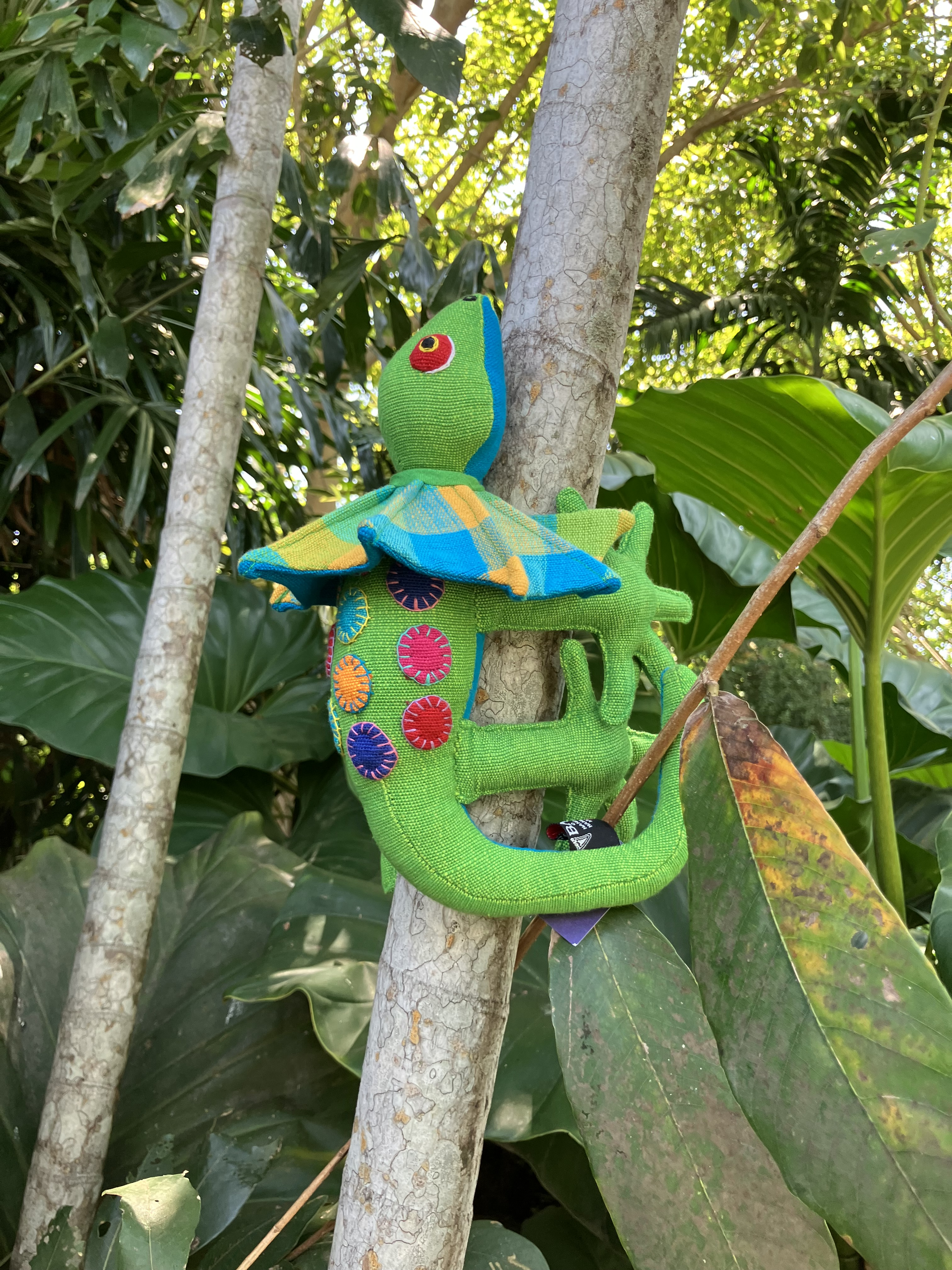
Barefoot-Objekt Echse

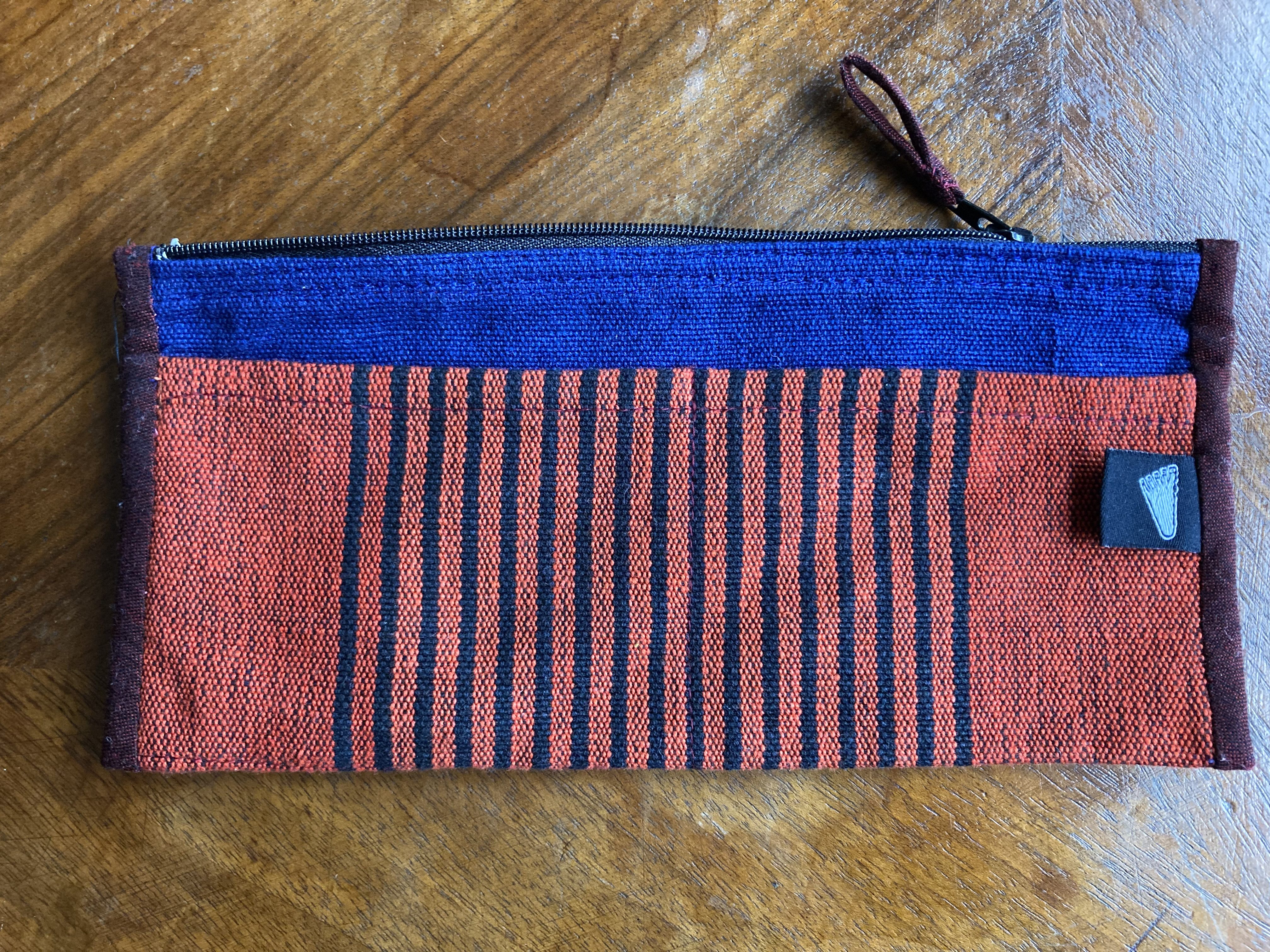
Barefoot-Design

Als Sansoni im Alter von elf Jahren Maria Montessori kennenlernte, die nach Indien geflohen war, nachdem sie während des Zweiten Weltkriegs von Mussolini ins Exil geschickt worden war, bestärkte diese sie darin, ihr Zeichentalent auszubauen. Das letzte Schuljahr verbrachte Sansoni im St. Bridget’s Convent in Colombo, wo sie 1945 ihr Abitur absolvierte. 1946 erhielt sie Zeichenunterricht bei Professor Amarasinghe und dem Maler J. D. A. Perera. Im Anschluss daran studierte sie von 1947 bis 1952 Kunst am Regent Street Polytechnic, heute University of Westminster, in London. 1952 heiratete sie den 25 Jahre älteren Hildon Claude Sansoni und wurde Mutter von zwei Söhnen, Simon und Dominic, die beide von dem sri-lankischen Bildhauer Laki Senanayake unterrichtet wurden. Dominic arbeitete später selbst als Künstler und Fotograf.
Nachdem Sansoni ihren Abschluss in Bildender Kunst am Chelsea College of Art and Design erworben hatte, unterstützte sie die Ordensgemeinschaft Schwestern vom Guten Hirten, die Webereizentren für die Ausbildung von Frauen aus der ländlichen Umgebung anbot und entwickelte dort vor allem das Design der Webarbeiten. Aufgrund der Knappheit an Material färbte Sansoni indische Baumwolle mit Schweizer Farbstoffen und ließ sich dabei von Piet Mondrian und Bauhaus-Einflüssen inspirieren. Sansonis Kett- und Schussfäden lassen dabei die Baumwolle oft wie Seide aussehen. Zu Beginn standen vor allem Sarongs im Fokus der Manufaktur. Um die Produkte zu verkaufen, gründete sie im Jahre 1964 das Unternehmen Barefoot in Colombo, das handgewebte Stoffe und Produkte herstellt und zu einem Treffpunkt von Kreativen wurde. Das Ziel des Unternehmens war es, Weberinnen zu fördern und zu qualifizieren, um sie so vor der Ausbeutung als ungelernte Arbeitskräfte zu bewahren. Sie förderte das Konzept der Selbstverwaltung von Frauen und sorgte dafür, dass die lokale Baumwollindustrie in Sri Lanka florierte. Bis heute gilt Barefoot als eine Institution, die ausschließlich einheimische Frauen beschäftigt, ihnen Fertigkeiten und Techniken im Weben auf Handwebstühlen vermittelt und dazu beiträgt, dass die Frauen ihren Lebensunterhalt bestreiten können. In ihrem Nachruf wurde Sansoni als erste Unternehmerin ihres Landes gesehen.
1968 beauftragte Sansoni den international arbeitenden Architekten Ulrik Plesner (1930–2016) mit dem Bau der ersten privaten Kunstgalerie in Colombo. Die Colombo Gallery stellte u. a. Werke von Ivan Peries, Harry Pieris oder Richard Gabriel, Mitglied der 43 Group, aus.
Während des Bürgerkriegs blieb die Kunstgalerie geschlossen. 1991 eröffnete sie als Gallery 706 und wurde 1999 in Barefoot Gallery umbenannt. Die von Nazreen Sansoni geleitete Galerie war Schauplatz zahlreicher bedeutender Kunstausstellungen und diente gleichzeitig als Raum für Performances, Dichterlesungen und alternatives Theater. Zu den ausstellenden Künstlerinnen und Künstlern gehörten Anoma Wijewardane, Matthias Spiess, Laki Senanayake oder Performances von Upeka Chitrasena. Im Jahre 1993 fand eine Retrospektive von George Classen statt. 1996 stellte die Galerie Fotografien von Lionel Wendt aus. 2000–2003 fand dort die World Press Photo Ausstellung statt.
1979 starb Sansonis Ehemann Hildon. Im darauffolgenden Jahr heiratete sie den Architekturprofessor Ronald Lewcock (1929–2022). Barbara Sansoni starb am Tag nach ihrem 94. Geburtstag im April 2022 in Colombo.

## Werk (Auswahl)

### Publizistisches Werk und Illustrationen
Sansoni begann in den 1960er Jahren, traditionelle, vom Abriss bedrohte Gebäude zu dokumentieren. Diese Zeichnungen wurden 1962 und 1963 in ihrer wöchentlichen Kolumne „Collecting Old Buildings“ im Ceylon Daily Mirror und 1966 in der Architectural Review veröffentlicht. Ihre Essays Leila’s Road, An Essay by a Citizen of Colombo oder Sri Lankan Vernacular thematisierten Architektur und Design in Sri Lanka.
1966 wurde ihr späterer Ehemann und Architekturprofessor Ronald Lewcock auf Barbara Sansonis Architekturzeichnungen aufmerksam. Auf einer Studienreise Lewcocks lernten sich beide 1969 kennen. Gemeinsame Forschungen zur traditionellen Architektur Sri Lankas in den 1970er Jahren mündeten 1978 in das Werk Vihares & Verandas, Ceylon. Die Ausgabe ist von Hand gebunden und mit einem Stoff bezogen, der von der Sansoni selbst hergestellt wurde. In diesem Werk wurden Zeichnungen von 37 Bauten der Kolonialarchitektur in Sri Lanka aufgenommen und präsentiert perspektivische Ansichten und architektonische Details des Äußeren und des Inneren dieser damals schnell verschwindenden Gebäude. Jede Zeichnung wird von einem kurzen Text über den Hintergrund der Architektur begleitet. Bis zu diesem Zeitpunkt gab es noch nicht Vergleichbares, das das vielfältige architektonische Erbe Sri Lankas beschrieb. Die Zeichnungen halfen außerdem dabei, Maßzeichnungen anzufertigen. Sansonis Darstellungen beeinflussten später Laki Senanayake und Ismeth Raheem und trugen zur internationalen Weiterentwicklung und Etablierung des sogenannten Geoffrey-Bawa-Stils in der Architekturzeichnung bei. Dieser auch als „Tropical Modernism“ bezeichnete Still zeichnet sich durch einfache, klare Formen aus. Gebäude werden zudem so entworfen, dass sie sich nahtlos in die umgebende natürliche Landschaft einfügen. Des Weiteren werden lokale traditionelle Materialien verwendet, um eine Verbindung zur lokalen Kultur zu schaffen.
1996 publizierte Sansoni zusammen mit Geoffrey Bawa und Brian Brace Taylor ein Werk über den sri-lankischen Architekten Geoffrey Bawa.
Im Jahre 1998 veröffentlichte sie zusammen mit Ronald Lewcock ein umfassendes Werk mit 96 Architekturbeispielen von religiösen, öffentlichen und privaten Gebäuden (The Architecture of an Island: The Living Legacy of Sri Lanka), das in Zusammenarbeit mit Laki Senanayake und mit finanzieller Unterstützung der UNESCO sowie der Asia Foundation entstand. Die Publikation gilt heute als wichtige Quelle für die Geschichte der sri-lankischen Architektur.
Sansoni publizierte drei Kinderbücher mit Cartoon-Zeichnungen und Bildgeschichten der Katzen „Missy Fu“ und „Tikkiri Banda“: Missy Fu and Tikkiri Banda (2022), Press with the Toes in the Grass (2003) sowie Miss Fu in Yala (2015).
A Passion for Faces, das Sansoni 2014 veröffentlichte, enthält eine Sammlung von Porträtzeichnungen, die Gesichter von Menschen aus aller Welt mit vielfältigen ethnischen und kulturellen Hintergründen zeigen, denen Sansoni seit 1964 begegnet ist. Das Buch wurde von der multikulturellen Geschichte Sri Lankas inspiriert. Besonders hervorzuheben ist ihre Verwendung von Schwarz-Weiß-Zeichnungen, durch die Ausdruck und Universalität der dargestellten Gesichter betont werden und die zeigen, dass die dargestellten Gesichter nicht eindeutig einer bestimmten ethnischen, kulturellen oder sozialen Herkunft zuzuordnen sind.
In einer Sonderausgabe des Kunstmagazins ARTRA erschien 2021 eine Auswahl an Zeichnungen aus verschiedenen Schaffensphasen der Künstlerin – von architektonischen Darstellungen bis zu ihren Cartoons für ihre Kinderbücher. Ergänzt wird die Publikation durch Interviews mit zahlreichen Wegbegleiterinnen und Wegbegleitern.

### Textildesign
Als enge Freundin der Architekten Geoffrey Bawa und John Ulrik Plesner entwarf Sansoni die meisten Wandgemälde und Stoffe für die Möbel und Einrichtungsgegenstände ihrer Architekturprojekte, so zum Beispiel 1969 die Decke der Lounge im Cinnamon Bentota Beach Hotel, Bettdecken und Vorhänge für das Heritance Ahungalla Hotel im Jahre 1974, 1994 die Landschaftswandgemälde im Heritance Kandalama Hotel sowie im Jahre 1997 die Textilien für das Lighthouse Hotel, die alle von Geoffrey Bawa in Galle entworfen wurden.

### Skulpturen und Objekte
1961 fertigte Sansoni in der von Geoffrey Bawa entworfenen St. Bridget’s Montessori Zeichnungen von Tieren, Vögeln und Kletterpflanzen an. Bereits 1958 hatte sie gemeinsam mit dem australischen Künstler Donald Friend auf ungebrannten Fliesen in Kelaniya gezeichnet.
Für die Chapel of the Good Shepherd in Bandarawela schuf Sansoni 1963 den lebensgroßen auferstandenen Christus aus Beton und schnitzte 14 Kreuzweg-Stationen. Zusammen mit dem australischen Künstler Donald Friend gestaltete Sansoni Keramik der sri-lankischen Firma “Dankotuwa”.

### Architektur
Sansoni schuf die Farbkonzepte für die SOS-Kinderdörfer des Architekten C. Anjalendran in Galle (1989–1991) und Piliyandala (1987–1989). Vor den schlichten schwarzen, grauen und ockerfarbenen Hintergrundtönen seiner Gebäude aus Naturstein betont Sansoni einzelne Bauteile wie Stützen, Träger und Sparren durch stark leuchtende Primärfarben. Sie beteiligte sich außerdem 1993 an der farblichen Gestaltung am Haus des Architekten Anjalendran in Battaramulla, im Jahre 2001 am Dharmavasan- und Julie-Haus und 2008 am „Schiefen Haus“, die sich beide in Battaramulla befinden. Angeregt durch die Arbeit mit den Farbkonzepten für Neubauten interpretierte Sansoni ihre Architekturzeichnungen neu. Durch die Anwendung verschiedener Farbschemen veränderte sich der Eindruck des Gebäudes auf die Betrachtenden.

## Rezeption
Im Sri Lanka Reiseführer 2024 von MairDumont wird Sansoni als eine der bekanntesten Künstlerinnen Sri Lankas bezeichnet.
Zu ihrem 90. Geburtstag schrieb Business Today: „Sie hat eine Identität geschaffen, die die Lebendigkeit Sri Lankas wirklich widerspiegelt, und ist eine starke Verfechterin der Würdigung des einheimischen Stils der Insel im In- und Ausland.“ (Original: „She has created an identity that truly reflects the vibrancies of Sri Lanka and has been a strong advocate of celebrating the island’s indigenous style in the country and overseas.“) In der Laudatio anlässlich der Verleihung der Ehrendoktorwürde im Dezember 2016 hieß es, sie sei vielseitig und verfüge über vielfältige Fähigkeiten. So habe sie sich „als Koloristin, Illustratorin, Malerin, Modedesignerin und Autorin hervorgetan.“ (…) Sie habe „ihre Werke in großen Galerien auf der ganzen Welt ausgestellt und an vielen internationalen Ausstellungen teilgenommen, die Sri Lanka repräsentierten.“

## Werke
Textildesign
Das Internetmagazin elanka.com dokumentiert eine Auswahl von Sansonis textilen Entwürfen, die einen Einblick in ihr gestalterisches Werk geben:
- 1983: Altartuch und Gewänder für St Botolph’s Aldgate, London
- 1983: 12 Raumbehänge für den Einkaufs- und Wohnkomplex Liberty Plaza, Colombo
- 1984: 56 Banner für die neue Zentrale der Bank of Ceylon, Colombo
- 1985: 12 Banner für die CIAS Lounge, Flughafen Singapur
- 1996: Altartuch für den Besuch des Papstes in Sri Lanka

## Einzelausstellungen
Nach Angaben des Internetmagazins elanka.com sind Ausstellungen mit Werken von Barbara Sansoni zu folgenden Daten und an folgenden Orten belegt:
- 1966: Hand-woven Textiles, Ceylon Tea Centre, London[42]
- 1969: Hand-woven textiles, Ceylon Tea Centre, Kopenhagen[1]
- 1971: Fashion show in Barbara Sansoni Handlooms, Oslo
- 1977: Hand-woven textiles, Joshua Taylor, Cambridge
- 1978: Hand-woven panels + constructions, Woburn Abbey, Bedfordshire
- 1978: Hand-woven Textiles, British Council, London
- 1982: Hand-woven panels + constructions, Clare Hall, Cambridge
- 1982: Georgia Institute of Technology, College of Architecture, Atlanta
- 1986: ‘Lines and Colour’ pen, ink and water colour, Barefoot Gallery, Colombo
- 1989: Open Studio Festival of Arts mixed media, Cambridge
- 1991: ‘Faces, Races & Architectural Devices.’ Water colour, pen, ink and woven panels, British Council, Colombo
- 1994: Pen, ink, water colour & etching, Barefoot Gallery, Colombo
- 1995: Broughton House Gallery, Cambridge
- 1997: Broughton House Gallery, Cambridge
- 1998: Broughton House Gallery, Cambridge
- 1999: Hand-woven panels, Broughton House Gallery, Cambridge
- 2001: Woven Hangings, Cambridge
- 2002: Woven Hangings, Liverpool
- 2004: Woven Hangings, Exhibition – celebrating 40 years of design, colour and weaving, Barefoot Gallery, Colombo
- 2012: ‘Cube and Colour.’ A collection of weavings and patchwork from the Barefoot Design team and a retrospective of Barbara Sansoni-Lewcock’s textiles sculptures, Barefoot Gallery, Colombo[43]
- 2023: Hang a little landscape colour: Barbara Sansoni – A Retrospective 2023, Barefoot Gallery, Colombo[44][45]

## Preise und Auszeichnungen
- 1970: Gast beim British Council für 14 Tage[32]
- 1970: Zweijähriges Reisestipendium für 14 Länder, Rockefeller-Stipendium, John D. Rockefeller III[32]
- 1984: Presidential Export Award, Sri Lanka[32]
- 1985: Auszeichnung Export Development Council of Ministers für anerkennenswerte Exportleistung[32]
- 1987: Zonta Woman of Achievement Award, Zonta International[46]
- 1997: Woman Entrepreneur of the Year (Gold Award), Women’s Chamber of Industry and Commerce Sri Lanka[46]
- 1999: Sri Lankan Entrepreneur of the Year, Federation of Chamber of Commerce & Industry of Sri Lanka[47]
- 2005: ‘Kala Shuri’ Honorary Award, Sri Lanka[46]
- 2011: Geoffrey Bawa Award: Besondere Lebenswerk-Auszeichnung für Sansonis Beitrag zur Kunst und Architektur[48]
- 2016: Ehrendoktorwürde der University of the Visual and Performing Arts, Colombo[41]
- 2017: Inspirational Woman of the Year Award, Organization of Professional and Career Women – Women in Management[47]

## Publikationen
- Some Notes on Old Furniture. In: Times of Ceylon Annual. 1962.
- Leila’s Road. In: Ceylon Observer Pictorial. 1963.
- Vihares & Verandas Ceylon. Barbara Sansoni Fabrics, Colombo 1978, ISBN 955-9466-04-6.
- An Essay by a Citizen of Colombo. In: Economic Review. 1980.
- A Back-Ground to Geoffrey Bawa (= MIMAR). Concept Media, Singapur, 1986.
- mit Brian Brace Taylor: Geoffrey Bawa. Architect in Sri Lanka. Butterworth Architecture, London 1989, ISBN 978-0-4085-0044-9.
- Sri Lankan Vernacular. In: Architecture + Design. 1990.
- mit Geoffrey Bawa und Brian Brace Taylor: Geoffrey Bawa. Thames & Hudson, London 1996, ISBN 978-0500278581.
- mit Ronald Lewcock: The Architecture of an Island. The Living Legacy of Sri Lanka: a Thousand Years of Architecture Illustrated by Outstanding Examples of Religious, Public, and Domestic Buildings. Barefoot, Colombo 1998, ISBN 978-9-5594-6600-0.
- Missy Fu and Tikkiri Banda. Barefoot, Colombo 2002, ISBN 978-9559466017.
- Press with the Toes in the Grass. Barefoot, Colombo 2003, ISBN 978-9-5594-6602-4.
- mit Dominic Sansoni: Barbara Sansoni. 40 years of design, colour, and weaving. Katalog. Barefoot Gallery, Colombo 2005.
- A Passion for Faces. Singapur 2013, ISBN 978-9-5594-6605-5.
- Missy Fu in Yala. Tales of Mystery and Adventure. Barefoot, Colombo 2015, ISBN 978-9-5594-6606-2.
- Barbara Sansoni Drawings (= ARTRA Magazine. Nummer 60). Ausgabe Juni/Juli 2021.

## Dokumentarfilme
- Ryan W. Daniels drehte 2022 die Filmdokumentation Colours are Dark this Season über Barbara Sansoni.[49]